# Смоленский областной комитет КПСС
Смоленский областной комитет КПСС — руководящий партийный орган областной организации Коммунистической партии Советского Союза, существовавший в Смоленской области с 1937 по 1991 год. Являлся высшим органом  областной организации КПСС между областными конференциями КПСС. Образован вместе с областью на части территории бывшей Западной области (в 1944 году из области была выделена Калужская область). Располагался в областном центре – городе Смоленске.
Комитет избирался областными конференциями КПСС. Занимался реализацией решений областных конференций, организацией и утверждением районных партийных организаций Смоленской области, выполнением решений ЦК партии. Подчинялся (до 1990 года) Центральному комитету КПСС ( с 1990 – ЦК коммунистической партии РСФСР).
Для повседневного руководства работой областной партийной организации обком избирал бюро, а для рассмотрения текущих вопросов и проверки их исполнения создавал секретариат. На пленумах комитетов утверждались также председатели партийных комиссий, заведующие отделами этих комитетов, редакторы партийных газет и журналов. Для рассмотрения текущих вопросов и проверки их исполнения создавался секретариат. Пленум областного комитета созывался не реже одного раза в четыре месяца.
Высшим должностным лицом областной организации КПСС являлся первый секретарь, избиравшийся на пленуме областного комитета КПСС по предложению секретариата Центрального Комитета КПСС. Кандидатуры второго (как правило, отвечал за организационные вопросы) и третьего секретарей (как правило, отвечал за идеологические вопросы) согласовывались также с секретариатом ЦК КПСС.
Обком КПСС отвечал за проведение политики партии в области, вёл политическую и организаторскую работу по выполнению всеми государственными и общественными организациями директив и решений партии, указаний её Центрального комитета, проводил идеологическую работу, руководил работой Советов депутатов трудящихся, профсоюзов, комсомола и других организаций, а также средств массовой информации через работающих в них коммунистов, решал социально-экономические задачи, контролировал деятельность учреждений науки, культуры, образования, занимался подбором и расстановкой руководящих кадров, организацией учреждений партии в пределах области.

## Первые секретари
- 1937—1937 — Коротченко, Демьян Сергеевич
- 1937—1939 — Савинов, Михаил Семёнович
- 1939—1940 — Денисенко, Василий Михайлович
- 1940—1948 — Попов, Дмитрий Михайлович
- 1948—1951 — Фронтасьев, Владимир Павлович
- 1951—1952 — Малехоньков, Григорий Андреевич
- 1952—1954 — Николаев, Борис Фёдорович
- 1954—1961 — Доронин, Павел Иванович
- 1961—1962 — Абрасимов, Пётр Андреевич
- 1963—1969 — Калмык, Николай Иосифович[1]
- 1969—1987 — Клименко, Иван Ефимович
- 1987—1990 — Власенко, Анатолий Александрович
- 1990—1991 — Самородский, Виктор Андреевич

## Вторые секретари
- в мае 1938 — Ряшин, Александр Павлович

- 1939—1940 — Попов, Дмитрий Михайлович

- 1943—1945 — Слайковский, Захар Филиппович
- 1945—1948 — Фронтасьев, Владимир Павлович
- 1948—1950 — Соколов, Алексей Гаврилович
- 1950— ? — Валуев, Яков Петрович
- 1954—1956 — Гнедов, Алексей Трофимович
- 1957—1961 — Лыкова, Лидия Павловна
- 1962—1963 — Калмык, Николай Иосифович
- 1964—1965 — Трубицын, Евгений Георгиевич[2]
- 1965—1969 — Клименко, Иван Ефимович

- 1971—1976 — Маслов, Виктор Сергеевич

- 1980—1981 — Блохин, Леонид Григорьевич

- 1986—1991 — Захаров, Михаил Михайлович